# Ozerînivka, Bratske
Ozerînivka (în ucraineană Озеринівка) este un sat în așezarea urbană Bratske din regiunea Mîkolaiiv, Ucraina.

## Demografie
Componența lingvistică a localității Ozerînivka
     Ucraineană (92,81%)
     Română (5,04%)
     Rusă (2,16%)
Conform recensământului din 2001, majoritatea populației localității Ozerînivka era vorbitoare de ucraineană (92,81%), existând în minoritate și vorbitori de română (5,04%) și rusă (2,16%).